# Fantasia fosca

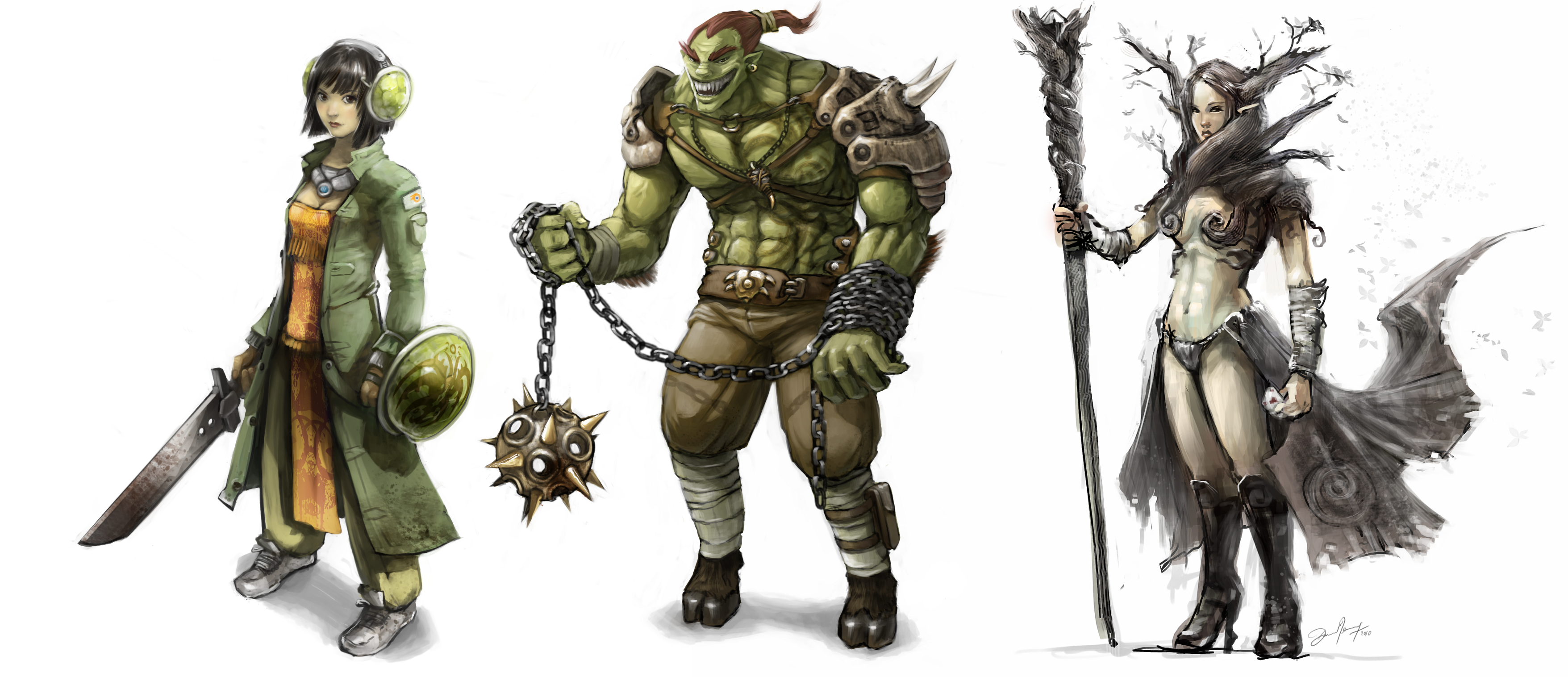
Exemples de personatges de fantasia obscura

La fantasia fosca és un subgènere de la ficció fantàstica que pot referir-se a obres literàries, cinematogràfiques i artístiques en general que combinen la fantasia amb elements de terror. A grans trets, l'expressió pot utilitzar-se per a referir-se a les obres fantàstiques que exhibeixen una atmosfera fosca o ombrívola, o que transmeten una sensació d'horror.

## Context
És difícil precisar una definició estricta de fantasia fosca. L'escriptora Gertrude Barrows Bennett (1883–1948) ha estat anomenada «la dona que va inventar la fantasia fosca». S'atribueix a Charles L. Grant i a Karl Edward Wagner haver encunyat el terme fantasia fosca, si bé cadascun d'aquests autors descrivia un tipus diferent de ficció. Brian Stableford argumenta que fantasia fosca pot utilitzar-se per a definir un subgènere d'històries que senzillament tracta d'«incorporar elements de ficció de terror» a les fórmules estàndard d'històries de fantasia. Stableford també suggereix que l'horror sobrenatural escenificat en el món real és un forma de "fantasia contemporània", mentre que és l'horror sobrenatural centrat parcialment o totalment en "mons secundaris" el que ha de descriure's com a "fantasia fosca".
Altres autors, crítics i editors han adoptat aquesta expressió per a descriure un altre tipus d'obres. No obstant això, aquestes històries rares vegades comparteixen similituds universals més enllà de les aparicions sobrenaturals i el to fosc i inquietant. Com a resultat, l'expressió "fantasia fosca" no pot ser connectada sòlidament a la definició d'un conjunt de figures o elements estructurals. El terme pot referir-se a relats basats, bé en l'horror, o bé en la fantasia.
Alguns escriptors també utilitzen fantasia fosca (o "fantasia gòtica") com a descripció alternativa de "horror", perquè opinen que aquest últim terme és massa extrem o vívid.

## Fantasia obscura''terrorífica''
Charles L. Grant és sovint citat com l'autor que va encunyar el terme fantasia fosca. En la seva definició, la fantasia fosca és «un tipus d'història de terror en el qual la humanitat es veu amenaçada per forces més enllà de la comprensió humana». Grant va utilitzar sovint la fantasia fosca com a alternativa de l'horror, que associava a obres més viscerals.
La fantasia fosca a vegades també s'utilitza per a descriure històries narrades des del punt de vista d'un monstre, o que presenten una visió més comprensiva dels éssers sobrenaturals generalment associats amb l'horror. Les Cròniques vampíricas, d'Anne Rice, Saint-*Germain, de Chelsea Quinn Yarbro, i The Sandman, de Neil Gaiman, són els primers exemples d'aquest estil de fantasia fosca. Aquestes obres estan en contrast amb el model tradicional del terror, que se centra més en l'esquema víctimes-supervivents.
En un sentit més general, fantasia fosca s'utilitza també com a sinònim de terror sobrenatural, per a distingir les històries de terror que contenen elements sobrenaturals de les quals no els contenen. Per exemple, una història sobre un home llop o vampir podria ser descrita com a fantasia fosca, mentre que la història d'un assassí en sèrie seria simplement horror.

## Fantasia obscura''fantàstica''
Stableford suggereix que el tipus de terror transmès per les històries de fantasia com Vathek, de William Beckford i "La màscara de la Mort Vermella", d'Edgar Allan Poe, «és més estètic que visceral o existencial», i que tals històries s'han de considerar "fantasies fosques" en lloc del "thriller sobrenatural" de la literatura de terror convencional.
Karl Edward Wagner aplica el terme fantasia fosca a contextos més basats en la "fantasia" comunament entesa. Wagner ho va utilitzar per a descriure la seva obra de ficció sobre el guerrer gòtic Kane. Des de llavors, fantasia fosca s'ha aplicat moltes vegades a obres d'espasa i bruixeria i d'alta fantasia que compten amb protagonistes anti-heroics o moralment ambigus. Un altre bon exemple d'aquesta mena de fantasia fosca és la saga de Michael Moorcock sobre l'espadatxí albí Elric.
Fins i tot les obres fantàstiques d'H. P. Lovecraft, Clark Ashton Smith i els seus imitadors s'han definit com a pròpies de la fantasia fosca, ja que els mons imaginaris que representaven contenen un gran nombre d'elements de terror.
Fantasia fosca a vegades s'utilitza per a referir-se a obres que el públic associa directament al gènere de terror. Exemples d'això serien The Dark Tower, de Stephen King, Shadowland, de Peter Straub i Weaveworld, de Clive Barker. D'altra banda, l'expressió s'utilitza a vegades referida a obres de ficció "més fosca" (darker fiction), escrita per autors millor coneguts per altres estils de fantasia; Faerie Tale, de Raymond E. Feist, així com les novel·les de Charles de Lint escrites amb el pseudònim de Samuel M. Key cabrien aquí.

## En altres medis
Existeixen molts videojocs de línia gràfica fosca i temes per a adults que són sovint promocionats com de fantasia fosca.
La sèrie de videojocs d'acció i rol Drakengard ha estat descrita com a fantasia fosca, atès que recull molts temes per a adults.
El videojoc de rol multijugador massiu en línia (MMORPG), The Secret World, també s'ha descrit com a tal.
La franquícia Diable està catalogat com de fantasia fosca, ja que conté escenes de gore, temes foscos i representacions vívides de l'Infern.
Dragon Age amb freqüència s'anuncia com a fantasia fosca, a pesar que generalment es classifica com a alta fantasia amb temes per a adults.
El videojoc Bloodborne també es pot atribuir a aquesta mena d'històries pel seu ambient fosc i gòtic.
Berserk, per Kentaro Miura, es cataloga amb freqüència dins del gènere, a causa de la seva extrema violència i temes sexuals, a la seva història apocalíptica.
Sovint, la franquícia Dark Souls és referenciada amb el gènere de fantasia fosca pel seu ambient i personatges foscos, però això es fa més notori en el lliurament Dark Souls.

## Autors significatius

### Precursors
- J. R. R. Tolkien
- Robert E. Howard
- H. P. Lovecraft
- Clark Ashton Smith

### Anys 60-70
- Michael Moorcock
- Ursula K. Le Guin
- Michael Ende

### Anys 1980
- Glen Cook
- Stephen King
- Terry Pratchett

### Anys 1990 i següents
- George R. R. Martin
- Neil Gaiman
- Kentaro Miura